# Berndorf bei Salzburg
Berndorf bei Salzburg  ist eine Gemeinde im Salzburger Land im Bezirk Salzburg-Umgebung in Österreich mit 1758 Einwohnern (Stand 1. Jänner 2024) und liegt am Ausläufer des Haunsbergs.

## Geografie
Die Gemeinde liegt im Nordosten des Bezirkes Salzburg-Umgebung (Flachgau, auch Salzburg Land) bzw. in der Region Salzburger Seengebiet im Bundesland Salzburg am Fuße des Haunsberges an dessen Sonnenseite. Der Grabensee liegt zur Gänze im Gemeindegebiet von Berndorf. Das größte Fließgewässer ist der Reiter Bach, einem linken Nebenfluss der Mattig. Weitere größere Fließgewässer sind der Egger Bach und der Schwandlbach, die beide zum Reiter Bach entwässern. Der tiefste Punkt der Gemeinde ist der Grabensee im Osten in 500 Meter Meereshöhe. nach Westen steigt das Land auf bis zu 690 Meter an.
Berndorf hat eine Fläche von rund 14 Quadratkilometer. Davon werden 71 Prozent landwirtschaftlich genutzt, je ein Zehntel sind Gewässer und Wald.

### Gemeindegliederung
Das Gemeindegebiet umfasst folgende zwei Ortschaften (in Klammern Einwohnerzahl Stand 1. Jänner 2024):
- Berndorf bei Salzburg (1376) samt Aigen, Apfertal, Breitbrunn, Feichten, Gransdorf, Kreised, Krispelstätt, Mangelberg, Mittermühl, Stemesed und Wendlberg
- Großenegg (382) samt Aigen, Geiersberg, Grub, Hebat, Höpfling, Karellen, Maierhof, Mangerberg, Oberkarellen, Reit, Schallmoos, Schwand, Schwandl, Spatzenegg, Strauchmühle und Wilhelmsed

Die Gemeinde besteht aus den Katastralgemeinden Berndorf und Großenegg.

### Nachbargemeinden
|                      | Perwang am Grabensee (BR)                   |         |
| Nußdorf am Haunsberg | Kompassrose, die auf Nachbargemeinden zeigt | Mattsee |
|                      | Seeham                                      |         |

## Geschichte
Im Jahr 767 wurde Lauterbach als älteste Kirche im Pfarrbereich urkundlich erwähnt, ebenso Fiuhte (Feichen) und Wenilo (Wendlberg).
Die heutige Pfarrkirche entstand um 1440. Im Jahr 1684 wurde der barocke Turm gebaut, auf dessen Spitze eine zwei Meter große Strahlenmadonna steht.
Bei der Pestseuche des Jahres 1714 starben 43 Menschen in Berndorf.
Im Jahr 2017 wurde die Ortsbeleuchtung auf LED umgestellt.
Bis Ende Mai 1923 gehörte die Gemeinde zum Gerichtsbezirk Mattsee, 1923–2023 war sie Teil des Gerichtsbezirks Oberndorf, seither des Gerichtsbezirks Seekirchen am Wallersee.

### Bevölkerungsentwicklung
Bis in die sechziger Jahre des 20. Jahrhunderts war die Einwohnerzahl konstant. Danach stieg sie durch Zuwanderung stark an.

## Kultur und Sehenswürdigkeiten

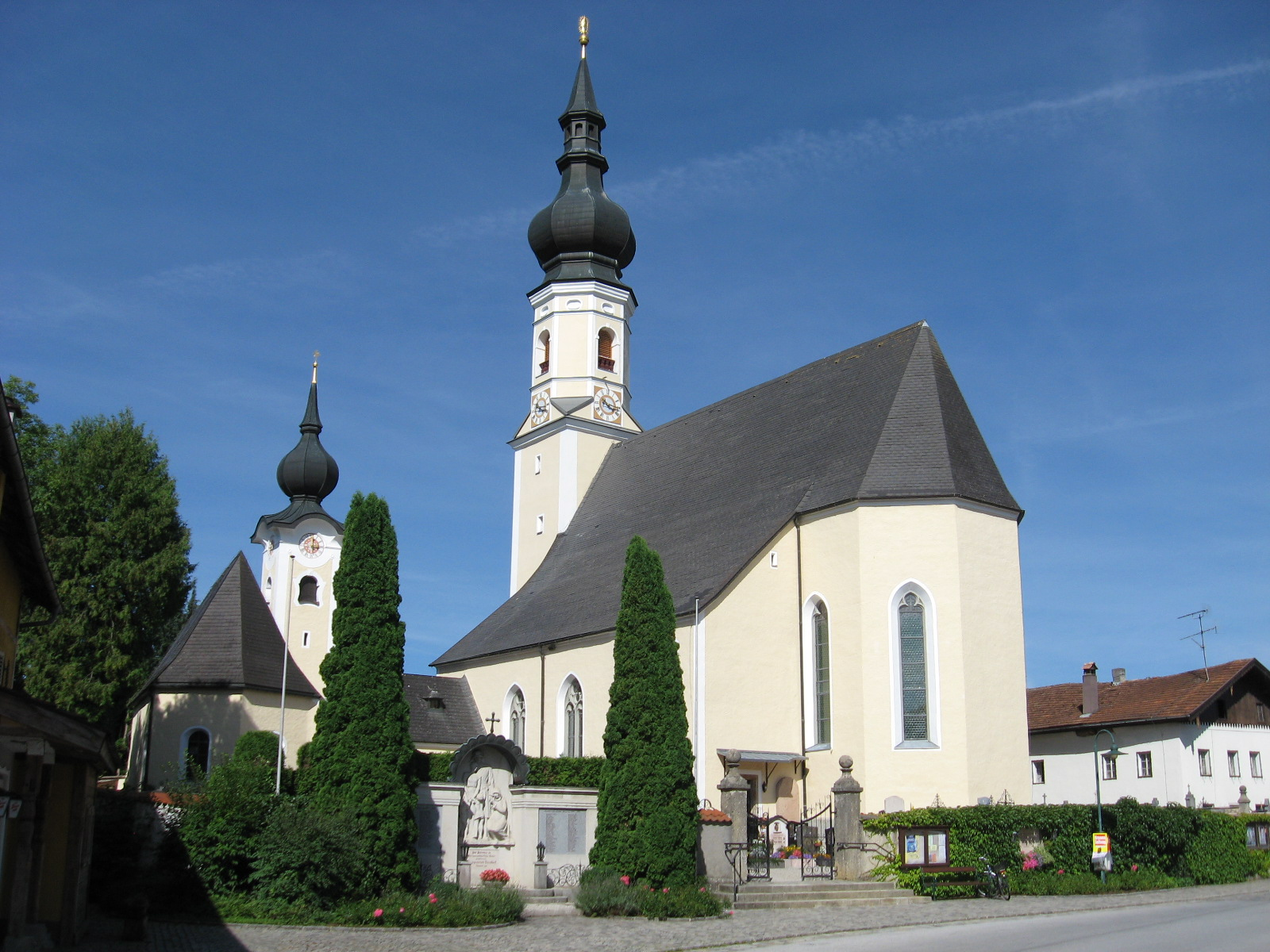
Pfarrkirche Berndorf bei Salzburg

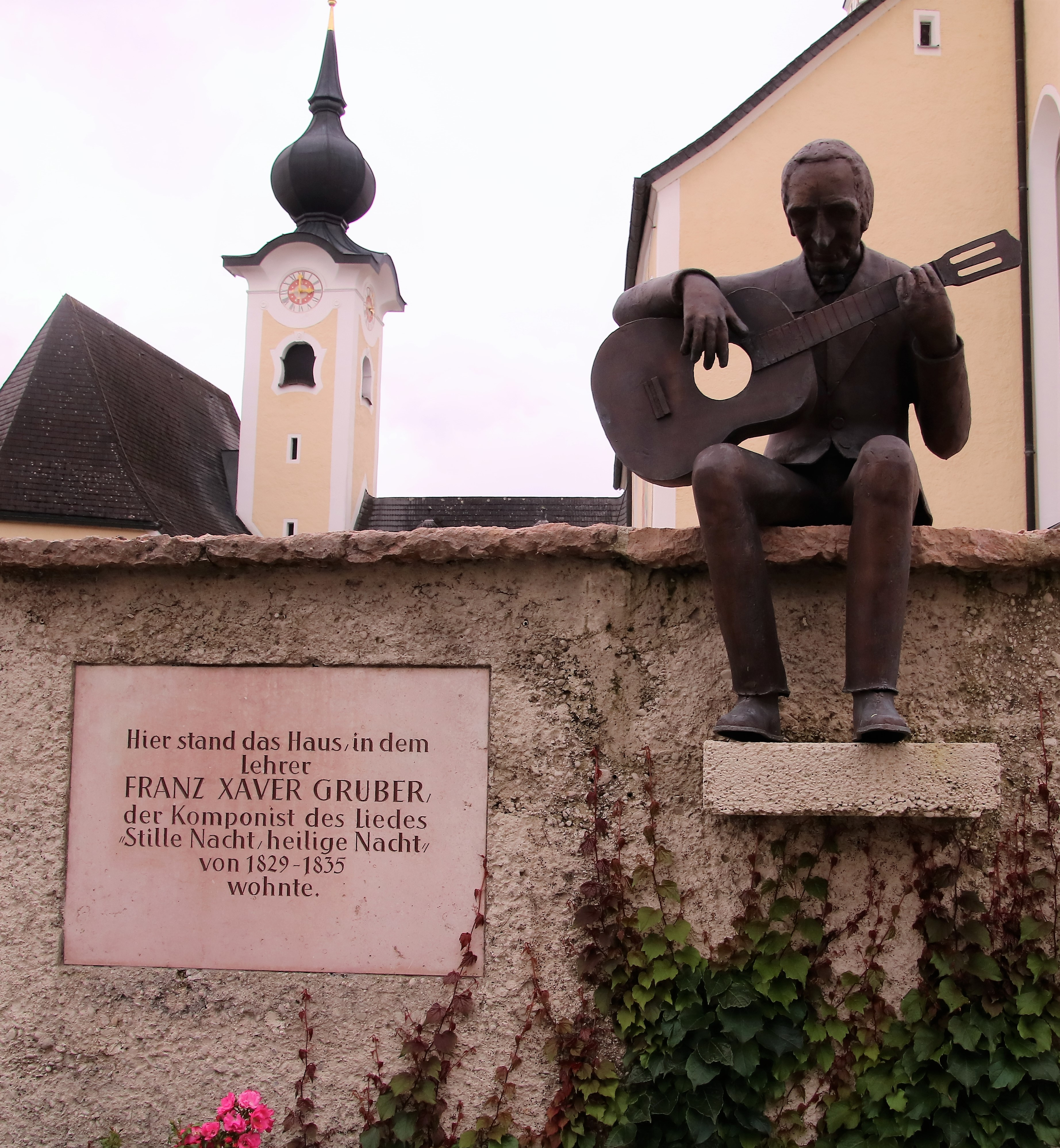
Denkmal für Franz Xaver Gruber

- Katholische Pfarrkirche Berndorf bei Salzburg Mariä Himmelfahrt

## Wirtschaft und Infrastruktur

### Wirtschaftssektoren
Die Abnahme der landwirtschaftlichen Betriebe in den Jahren 1999 bis 2010 ging zu Lasten der Nebenerwerbsbauern, deren Anzahl von 31 auf 15 sank. Im Produktionssektor arbeiteten 65 Erwerbstätige in der Bauwirtschaft und 34 im Bereich Herstellung von Waren. Die größten Arbeitgeber des Dienstleistungssektors waren die Bereiche Handel (67), Verkehr (59) und soziale und öffentliche Dienste (42 Mitarbeiter).
| Wirtschaftssektor            | Anzahl Betriebe | Anzahl Betriebe | Erwerbstätige | Erwerbstätige |
| Wirtschaftssektor            | 2011            | 2001            | 2011          | 2001          |
| ---------------------------- | --------------- | --------------- | ------------- | ------------- |
| Land- und Forstwirtschaft 1) | 64              | 81              | 78            | 79            |
| Produktion                   | 20              | 16              | 99            | 83            |
| Dienstleistung               | 67              | 58              | 198           | 207           |

1) Betriebe mit Fläche in den Jahren 2010 und 1999

### Arbeitsmarkt, Pendeln
Im Jahr 2011 lebten 930 Erwerbstätige in Berndorf bei Salzburg. Davon arbeiteten 228 in der Gemeinde, drei Viertel pendelten aus.

### Erdgasförderung
Nachdem im Zuge des Russischen Überfalls auf die Ukraine 2022 die Preise für Erdgas und Energie stiegen, plant die RAG Austria die Förderung bisher nicht rentabler Erdgasvorkommen in Berndorf. Die zugrunde liegenden Pläne wurden bereits 2010 erarbeitet. Die Gemeinde oder der Bürgermeister verlangte von der Landesregierung ein Verfahren zur Umweltverträglichkeitsprüfung (UVP), da die Landschaft durch drei Bohrtürme beeinträchtigt würde.
Im Jahr 2023 urteilte das Bundesgericht das keine Umweltverträglichkeitsprüfung (UVP) notwendig ist.
Dabei wurde festgestellt das keine besondere Schutzwürdigkeit des betroffenen Gebietes vorliegt.

## Politik

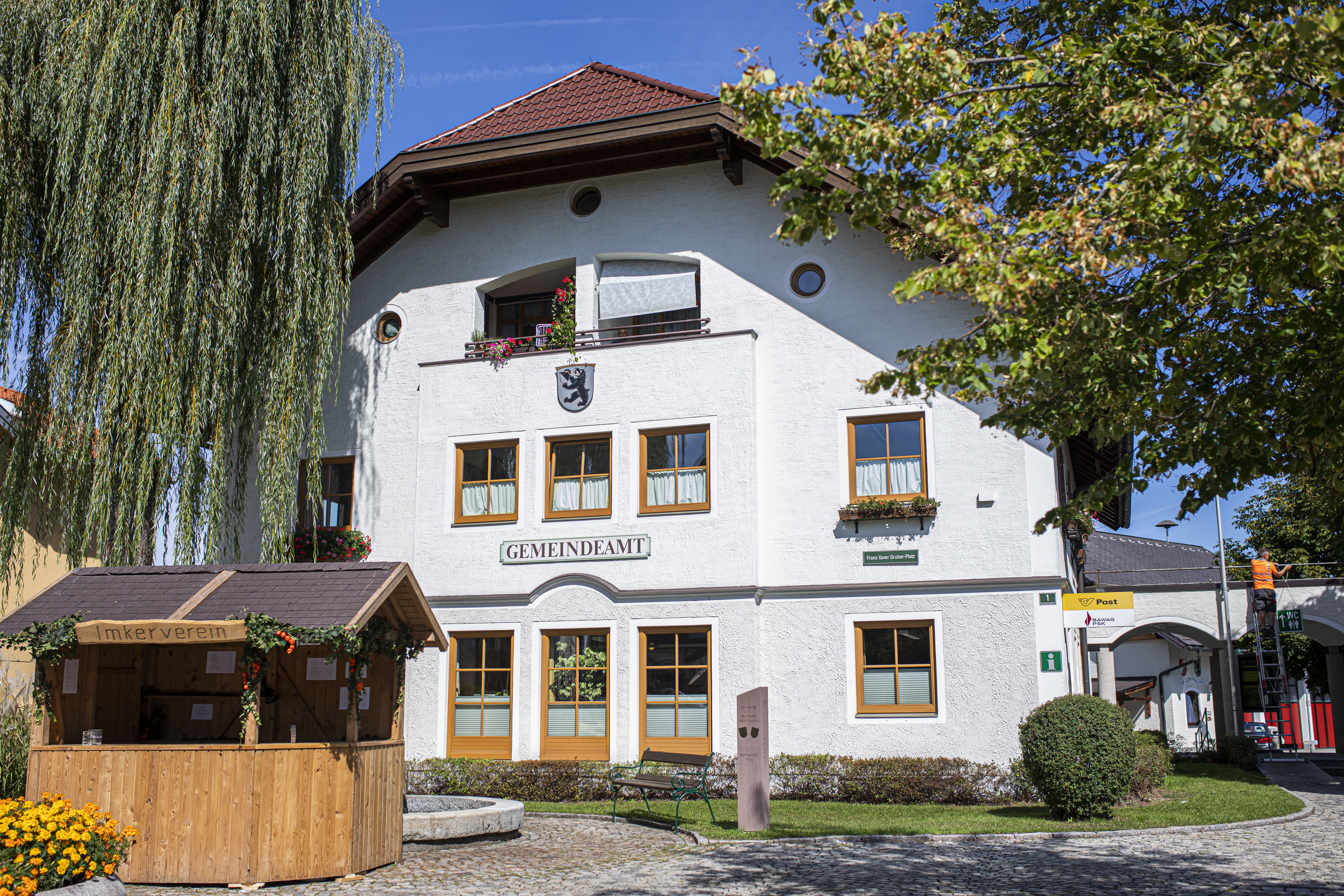
Gemeindeamt

### Gemeinderat
| Gemeinderatswahl 2024Wahlbeteiligung: 75,2 % 80706050403020100 71,2 % (+10,3 %p)28,8 % (−10,3 %p) ÖVPSPÖ20192024 |

Die Gemeindevertretung hat insgesamt 17 Mitglieder.
- Mit den Gemeindevertretungs- und Bürgermeisterwahlen in Salzburg 2004 hatte die Gemeindevertretung folgende Verteilung: 10 ÖVP, 5 SPÖ, und 2 FPÖ.
- Mit den Gemeindevertretungs- und Bürgermeisterwahlen in Salzburg 2009 hatte die Gemeindevertretung folgende Verteilung: 10 ÖVP, 5 SPÖ, und 2 FPÖ.[14]
- Mit den Gemeindevertretungs- und Bürgermeisterwahlen in Salzburg 2014 hatte die Gemeindevertretung folgende Verteilung: 10 ÖVP, 5 SPÖ, und 2 FPÖ.[15]
- Mit den Gemeindevertretungs- und Bürgermeisterwahlen in Salzburg 2019 hatte die Gemeindevertretung folgende Verteilung: 10 ÖVP, und 7 SPÖ.[16]
- Mit den Gemeindevertretungs- und Bürgermeisterwahlen in Salzburg 2024 hat die Gemeindevertretung folgende Verteilung: 12 ÖVP und 5 SPÖ.[17]

|  | Hier fehlt eine Grafik, die leider im Moment aus technischen Gründen nicht angezeigt werden kann. Wir arbeiten daran! |

### Bürgermeister
- 1959–1964 Peter Eidenhammer, Kalistenbauer in Mangelberg (ÖVP)[18]
- 1964–1985 Johann Pfeil[19]
- 1985–1989 Josef Schwaiger (ÖVP)[20]
- 1989–1999 Franz Jessner (SPÖ)[21]
- 1999–2019 Josef Guggenberger (ÖVP)[22]
- seit 2019 Johann Stemeseder (ÖVP)[23]

### Wappen
Das Wappen der Gemeinde ist: „In Silber ein rotbewehrter schwarzer Bär, mit den Vorderpranken ein von Schwarz und Silber schrägrechts geteiltes Schildlein haltend.“
Das „schrägrechts geteilte Schildlein“ dürfte jenes der Herren von Truna (= Traun) sein. Die Haunsberger und Berndorfer hatten Besitz in Oberösterreich. Die Haunsberger beherrschten beispielsweise mit der Mühlviertler Burg Wildberg im Haselgraben den Handelsweg nach Böhmen und mit der Burg Linz einen wichtigen, aufstrebenden Handelsort an der Donau – die spätere Landeshauptstadt des Landes ob der Enns (Oberösterreich). Die Gefolgsmänner der Haunsberger, die am Haunsberg in Salzburg beheimateten Berndorfer gründeten westlich der Burg Wildberg im Haselgraben, Nähe Eidenberg und Burg Lobenstein, ein Berndorf. Der jähe Absturz des Haunsberger Geschlechtes ist bekannt.

## Persönlichkeiten

### Söhne und Töchter der Gemeinde
- Hans Spatzenegger (* 1939), Archivar, Journalist und Autor
- Josef Schwaiger (* 1965), Politiker (ÖVP) und Agrarökonom

### Mit der Gemeinde verbundene Persönlichkeiten
- Franz Xaver Gruber (1787–1863), Komponist des Weihnachtsliedes „Stille Nacht“, war von 1829 bis 1835 als Lehrer, Mesner und Organist in Berndorf tätig. Im Oktober 2018 wurde in Berndorf ein vom Kuchler Bildhauer Peter Schwaighofer geschaffenes Denkmal zu Ehren Franz Xaver Grubers enthüllt.[25]